# Concierto para piano n.º 5 (Saint-Saëns)

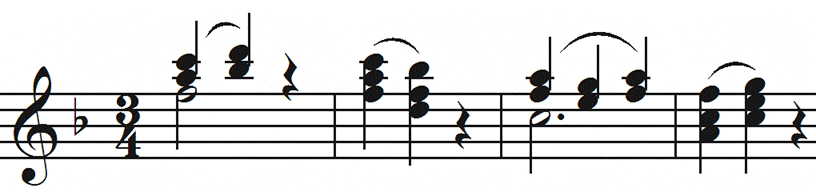
Melodía principal del Concierto para piano n.º 5 de Saint-Saëns.

El Concierto para piano y orquesta n.º 5 en fa mayor, Op. 103, conocido popularmente como El Egipcio, de Camille Saint-Saëns, fue compuesto en 1896.

## Historia
Compuesto más de veinte años después del Concierto para piano n.° 4, es el último de los conciertos de Saint-Saëns. El compositor se encontraba alojado en Luxor cuando lo escribió, de lo que le viene el apodo. Debido a su fuerte carácter narrativo, su inventiva y sus inusuales tonos y modos sonoros, el concierto goza de una notable popularidad.
El concierto fue estrenado el 6 de mayo de 1896 en la Sala Pleyel por el propio compositor al piano y la Orquesta de la Sociedad de Conciertos del Conservatorio, bajo la dirección de Paul Taffanel. Este concierto celebró el quincuagésimo aniversario del debut de Saint-Saëns en la Sala Pleyel, en 1846.
El concierto fue publicado en 1896 por Durand. Existe una versión para 2 pianos (1896) realizada por Louis Diémer, a quien se le había dedicado el concierto.

## Estructura
El concierto tiene tres movimientos 'que regresan a la clásica secuencia rápido-lento-rápido':
1 Allegro animato
El concierto comienza "sabiamente", exponiendo un mundo sonoro muy clásico y europeo. El allegro animato alterna dos temas contrastantes varias veces. Comienza con calma, con un tema sencillo al piano, y va matizándose, de variación en variación, de virtuosismo y dinamismo pianísticos. El pianista realiza impresionantes altibajos a lo largo del teclado, pero pronto el tempo se asienta y el virtuosismo se disuelve en un tema más lento y profundamente melancólico, que recuerda al tema del andante sostenuto de su segundo concierto para piano. Un pasaje de cadencia virtuosa abre el desarrollo; los dos temas se entrelazan en oleadas sucesivas, aportando velocidad, volumen y energía crecientes, hasta que el tema melancólico conduce a una suave coda, que se desvanece imperceptiblemente en el piano.
2 Andante
El andante, tradicionalmente el movimiento lento y expresivo de la forma de concierto, comienza literalmente con una explosión: los timbales puntúan un acorde orquestal, seguido de una sólida base rítmica de las cuerdas y exóticas escalas ascendentes y descendentes del piano. Esta introducción conduce a la exposición de un tema basado en una canción de amor nubia que Saint-Saëns habría oído cantar al barquero que le llevaba a navegar por el Nilo en su tradicional dahabiya. Este tema, fresco y exótico, es la primera manifestación de los sonidos más orientales y egipcios que le han valido el apodo de este concierto. El movimiento, muy rapsódico, fusiona en un mismo marco, pensamientos de amor, expresados en algún fraseo oriental, algún tema pentatónico y otras danzas árabes. El piano es primero un nubio cantando su amor, luego nos lleva al Lejano Oriente, después cambia de carácter, nos hace ver una imagen de Asia. Una vez más, el pensamiento del piano cambia, y nos ofrece un doble tema rebote muy virtuoso en el característico estilo oriental. El movimiento se desvanece sobre toques impresionistas de la orquesta y el piano, evocando el murmullo de las ranas y los grillos a orillas del Nilo.
3 Molto allegro
El solista comienza este tercer movimiento Molto allegro con redobles sordos que evocan el sonido de las hélices de los barcos, antes de presentar un primer tema enérgico y vigoroso que corre por todo el teclado. El piano continúa su movimiento vertiginoso mientras las cuerdas y los vientos traen un nuevo tema rápido. Este segundo tema jocoso conduce a una explosión del tutti en una tonalidad menor. El ritmo de piano y cuerdas resuena entre las concisas interjecciones de los instrumentos de viento. Los dos temas se unen y superponen, creando una intensa tensión que a Saint-Saëns le gusta construir, con impactantes efectos dramáticos, concluyendo el movimiento con una fanfarria triunfal. Posteriormente, adaptaría estos temas en 1899 para la Toccata que cierra la serie Opus 111 de estudios para piano.

## Duración
El concierto dura alrededor de 28 minutos.

## Instrumentación
El concierto está escrito para piano solista, flautín, 2 flautas, 2 oboes, 2 clarinetes, 2 fagotes, 4 trompas, 2 trompetas, 3 trombones, timbales, tam-tam y cuerdas.